# مكتب الحماية المالية للمستهلك
مكتب الحماية المالية للمستهلك (بالإنجليزية: Consumer Financial Protection Bureau) هو وكالة تابعة لحكومة الولايات المتحدة مسؤولة عن حماية المستهلك في القطاع المالي. يشمل اختصاصها المصارف والاتحادات الائتمانية وشركات الأوراق المالية ومقرضي يوم الدفع وعمليات خدمة الرهن العقاري وخدمات الإغاثة من الرهن ومحصلي الديون والشركات المالية الأخرى العاملة في الولايات المتحدة. منذ تأسيسه، قام المكتب «بإشراك القرن الحادي والعشرين» باستخدام أدوات التكنولوجيا لمراقبة كيفية استخدام الكيانات المالية لوسائل التواصل الاجتماعي والخوارزميات لاستهداف المستهلكين. :531–532,537
في إطار تعزيز مهمته الأساسية في مجال التمويل الاستهلاكي من خلال الإنفاذ ووضع القواعد، انخرط المكتب مع اقتصاد البيانات بعدة طرق. :531–32
تمت الموافقة على إنشاء المكتب بموجب قانون دود-فرانك لإصلاح وول ستريت وحماية المستهلك، والذي كان إقراره في عام 2010 بمثابة استجابة تشريعية للأزمة المالية في 2007–2008 والركود العظيم اللاحق. كان وضع المكتب كوكالة مستقلة عرضة للعديد من الطعون في المحكمة. في حزيران/يونيو 2020، وجدت المحكمة العليا للولايات المتحدة أن هيكل المدير الفردي قابل للإزالة فقط لسبب غير دستوري، لكنها سمحت للوكالة بمواصلة العمل.

## روابط خارجية
- الموقع الرسمي
- مكتب الحماية المالية للمستهلك في السجل الفيدرالي